# Az igazság védője
Az igazság védője (eredeti címén A Good Man) 2014-ben bemutatott amerikai-román akciófilm, thriller. A film főszerepét Steven Seagal játssza, a filmet rendezte Keoni Waxman. A film gyártói és forgalmazói a Grindstone Entertainment Group, a Voltage Pictures, a Picture Perfect Corporation, a Steamroller Productions és az Actionhouse Pictures. 
Az Egyesült Államokban 2014. augusztus 19-én jelent meg, mozikban nem vetítették, hanem csak DVD-re jelent meg. 
A film vegyes kritikákat kapott, a Rotten Tomatoes oldalán például 77% az értékelése 78 szavazat alapján, míg az IMDb-n 4,5 pontot kapott a lehetséges 10-ből. A filmet teljes egészében Romániában, Bukaresten forgatták, egy time lapse erejéig azonban a budapesti Szabadság híd és környéke is feltűnik.

## Cselekmény
|  | Alább a cselekmény részletei következnek! |

Mr. Alexander (Steven Seagal) profi zsoldosként dolgozik, akinek a feladata társával két terrorista és egy fegyverkereskedő (Tzi Ma) oligarcha kiiktatása. Az akció csak részben sikerül, a fegyverkereskedő ugyanis megszökik. Két év múlva Alexander Kelet-Európában akad a nyomára, ahol elkezd leszámolni a helyi orosz alvilággal, így kerülve közelebb a célpontjához. Közben megismerkedik egy fiatal lánnyal (Iulia Verdes), akinek a féltestvére (Victor Webster) mélyen benne van az oroszok és a fegyverkereskedő ügyeiben, így a lány és családja védelmére esküszik fel, és kíméletlenül elbánik az összes bűnözővel, aki az útjába akad, bevetve minden harcművészi és kardforgató technikáját.
|  | Itt a vége a cselekmény részletezésének! |

## Szereplők
| Színész          | Szerep                   | Magyar hangja         |
| ---------------- | ------------------------ | --------------------- |
| Steven Seagal    | Mr. Alexander            | Csernák János         |
| Victor Webster   | Sasha                    | Varga Rókus           |
| Tzi Ma           | Mr. Chen                 | Forgács Gábor         |
| Iulia Verdes     | Lena                     |                       |
| Claudiu Bleont   | Vladimir                 |                       |
| Bogdan Farcas    | Aleksey                  |                       |
| Dave Baynard     | Movie Star               |                       |
| Sofia Nicolaescu | Mia                      |                       |
| Adelaida Perjoiu | Maria (nyomozó)          |                       |
| Ovidiu Niculescu | Pavel (nyomozó)          |                       |
| Elias Ferkin     | Li Wei                   |                       |
| Radu Banzaru     | pap                      |                       |
| Massimo Dobrovic | Roberto                  |                       |
| Andrei Aradits   | tulajdonos               |                       |
| Alina Ionescu    | pultoslány               |                       |
| Ioana Moldovanu  | Passion                  |                       |
| Oltin Hurezenau  | Luigi (Vladimir testőre) |                       |
| Chris Whitelaw   | Steven Seagal dublőre    | Steven Seagal dublőre |